# Perkele (Schimpfwort)
Perkele (['perkele] ) ist ein häufig gebrauchtes finnisches Schimpfwort und wird in Situationen, in denen man sich ärgert bzw. aufregt, benutzt, ähnlich wie der vulgäre Ausdruck „Scheiße“ in der deutschen Sprache. Wortwörtlich übersetzt bedeutet Perkele „Teufel“ oder auch „Dämon“.

## Wortherkunft und -geschichte
Das Wort Perkele entstammt der indogermanischen Sprachfamilie und ist der Name eines Donnergottes, der Perkwunos heißt. Anderen Quellen zufolge ist Perkele von Ukko, dem Hochgott der finnischen Mythologie und höchstem Gott in der Kalevala, abgeleitet. Eine entfernte Ähnlichkeit ist auch bei dem estnischen Wort põrgu festzustellen, welches „Hölle“ bedeutet, während perkeleh „Böser Geist“ auf Karelisch heißt. Sowohl Estnisch als auch Karelisch gehören, gemeinsam mit der finnischen Sprache, der uralischen Sprachfamilie an.
Als Finnland christianisiert wurde, begann die katholische Kirche damit, die paganen Götter des finnischen Volkes zu verteufeln bzw. erklärte sie für häretisch. Allmählich begannen die Leute damit, das Wort Perkele, was übersetzt Teufel oder Dämon bedeutet, als Ausruf für Ärgernis oder Unmut zu gebrauchen.

## Popkultur
Viele finnische Heavy-Metal-Bands wie Impaled Nazarene, Norther und Pepe Deluxé gebrauchen Perkele, um ihre finnische Herkunft zu unterstreichen. Die Band Perkele benannte sich gar nach dem Schimpfwort.